# USS Munda (CVE-104)
USS Munda (CVE-104) – amerykański lotniskowiec eskortowy typu Casablanca, który w końcowym okresie II wojny światowej wchodził w skład floty Marynarki Wojennej Stanów Zjednoczonych. Został odznaczony jedną battle star za udział w wojnie na Pacyfiku. Ostatnia zbudowana jednostka typu Casablanca.
W czasie wojny pełnił zadania głównie transportowe i zaopatrzeniowe.
Po wojnie brał udział w operacji Magic Carpet.